# Древесиноведение
Древесинове́дение — научная дисциплина, изучающая строение и свойства древесины и древесной коры как материалов; содержит комплекс сведений об этих материалах, полученных методами химии, физики, механики и биологии.
Древесиноведение — учебная дисциплина для лесотехнических специальностей высших и средних специальных учебных заведений. Предметом её рассмотрения являются макро- и микроскопическое строение, химические, физические свойства древесины и коры, их природную изменчивость; пороки древесины; стойкость её к воздействию физических, химических и биологических факторов; характеристики древесины различных лесных пород. 
Как самостоятельная дисциплина сформировалась в 1930-х годах, когда были написаны первые учебники и руководства, разработаны стандартные методы физико-механических испытаний древесины и определены основные показатели свойств важнейших промышленных пород. В это же время были установлены зависимости свойств древесины от биологических факторов, влажности, температуры, химических факторов, что обеспечило возможность широкого использования древесины как конструкционного материала в строительстве, авиастроении и других отраслях промышленности.

## Известные учёные
- Вакин, Александр Тимофеевич (1903—1966)
- Ванин, Степан Иванович (1891—1951)
- Вихров, Виктор Евграфович (1912—1972)
- Яценко-Хмелевский, Андрей Алексеевич (1909—1987)
- Уголев, Борис Наумович (1925—2015)